# Kardos Tibor
Kardos Tibor (ur. 2 sierpnia 1908 w Peczu, zm. 20 grudnia 1973 w Budapeszcie) – węgierski historyk literatury, tłumacz i filolog.
Kardos Tibor zajmował się związkami polsko-węgierskimi oraz związkami neoplatonizmu krakowskiego z dworem Macieja Korwina. Był także badaczem literatury humanizmu węgierskiego, pełnił funkcje profesora Uniwersytetu w Budapeszcie; członka Węgierskiej Akademii Nauk; zaś od 1957 dyrektora Instytutu Filologii Włoskiej. Tibor redagował również czasopismo „Filológoi Kőzlőny”.

## Prace naukowe
- Studium o Kallimachu (1931)
- A magyarországi humanizmu kora (1955)